# Beatrix de Vesci
Beatrix de Vesci oder de Vescy of Alnwick Castle (* unbekannt auf Alnwick Castle, Northumberland; † um 1125 in Knaresborough, Yorkshire) war eine Adlige des 11. Jahrhunderts aus dem Haus der de Vesci.

## Leben
Beatrix war die Tochter und einzige Erbin von Ivo de Vesci, dem Lord of Alnwick and Malton, Yorkshire, und seiner Frau Alda Tyson (Tochter von William Tyson, Lord of Alnwick), Beatrix de Vesci war eine der reichsten Erbinnen ihrer Zeit. Sie war die erste Frau von Eustace FitzJohn, Constable of Cheshire and Knaresborough.
Laut Dugdale hatte Beatrix zwei Söhne, William and Geoffrey. Allerdings wird ansonsten überliefert, dass sie bei der Geburt ihres ersten und einzigen Sohnes, William de Vesci, gestorben sei.
Wegen der größeren Bedeutung der Besitzungen der de Vesci übernahm William den Namen seiner Mutter und wurde damit zum Ausgangspunkt des Hauses der de Vesci.  William war von 1157 bis 1170 Sheriff of Northumberland, und Sheriff of Lancashire von 1166 bis 1170. Nach dem Tod seines Vaters übernahm er mit Zustimmung von König Heinrich II. auch dessen Besitztümer.
Beatrix de Vescis Enkel, Eustace de Vesci, schließlich war einer der Surety Barons zur Umsetzung der Magna Carta.
Judy Chicago widmete ihr eine Inschrift auf den dreieckigen Bodenfliesen des Heritage Floor ihrer Installation The Dinner Party. Die mit dem Namen Lady Beatrix beschrifteten Porzellanfliesen sind dem Platz mit dem Gedeck für Eleonore von Aquitanien zugeordnet.